# Xã Field, Quận St. Louis, Minnesota
Xã Field (tiếng Anh: Field Township) là một xã thuộc quận St. Louis, tiểu bang Minnesota, Hoa Kỳ. Năm 2010, dân số của xã này là 391 người.